# Симонов, Виталий Павлович
Виталий Павлович Симонов (20 апреля 1938, Свердловск — 6 октября 2002, Екатеринбург) — советский игрок в хоккей с мячом, полузащитник, тренер, арбитр. Неоднократный чемпион СССР по хоккею с мячом. Мастер спорта СССР (1960). Почётный мастер спорта СССР (1964).

## Биография
Начал заниматься хоккеем с мячом в 1951 году в детской команде свердловского «Локомотива», тренеры — Ю. М. Дегтянников и В. С. Сметанкин. В детстве также занимался другими видами спорта — волейболом, конькобежным спортом, толканием ядра. В 1955—1957 годах выступал за взрослую команду железнодорожников.
В 1957 году перешёл в СКА (Свердловск), в том же году в составе молодёжной сборной Свердловской области стал победителем молодёжного первенства СССР. С сезона 1957/58 по 1969 год выступал за взрослую команду СКА, провёл в высшей лиге 209 матчей и забил 16 голов. Неоднократный чемпион СССР (1958, 1960, 1962, 1966, 1968), серебряный призёр (1961, 1963, 1965, 1967, 1969), бронзовый призёр (1964). Становился победителем (1961) и серебряным призёром (1958) Спартакиады народов РСФСР. Отличался высокой скоростью и большой работоспособностью, успевал играть и в атаке, и в обороне.
Награждён званиями «Мастер спорта СССР» (1960), «Почётный мастер спорта СССР» (1964), «Отличник физической культуры и спорта». В 1968 году включён в список 22 лучших игроков сезона.
Окончил Омский институт физкультуры. После окончания игровой карьеры с 1969 года работал в свердловском СКА детским тренером, старшим тренером клубных команд, начальником (1981—1984). Среди его воспитанников — В. Эйхвальд, А. Сивков, С. Ковальков, А. Гусев, С. Пискунов, А. Романов, А. Зверев, С. Бутаков и другие. После ухода из СКА и увольнения в запас из армии работал тренером на заводе «Пневмостроймашина».
С 1970 года судил матчи чемпионата СССР. Работал на международных встречах, в том числе на финальном матче чемпионата мира среди юниоров. Имел всесоюзную и международную судейские категории.
Автор книги воспоминаний о команде СКА, писал также очерки о команде в газетах.
Скончался в Екатеринбурге 6 октября 2002 года на 65-м году жизни. Похоронен на Сибирском кладбище.